# کتاب‌های مقدس شرق
کتاب‌های مقدس شرق یا کتب مقدس مشرق‌زمین (به انگلیسی: The Sacred Books of the East) مجموعه ای پنجاه جلدی از ترجمه‌های انگلیسی متون مذهبی مردمان آسیا می‌باشد که بوسیلهٔ ماکس مولر آلمانی گردآوری شده و توسط انتشارات دانشگاه آکسفورد بین سال‌های ۱۸۷۹ و ۱۹۱۰ به چاپ رسیده‌است.
این سلسه کتاب‌ها، نوشته‌ها و متون تاریخی پایهٔ ادیانی همچون هندوئیسم، بودایی، تائوئیسم، کنفسیونیسم، زرتشتی، جینیسم و اسلام را با یکدیگر ترکیب کرده‌است.
اکثر این کتاب‌ها به صورت رایگان از پایگاه‌های اینترنتی قابل دسترسی و دریافت هستند.